# Speleonychia
Speleonychia is een geslacht van hooiwagens uit de familie Travuniidae.
De wetenschappelijke naam Speleonychia is voor het eerst geldig gepubliceerd door Briggs in 1974. 

## Soorten
Speleonychia is monotypisch en omvat slechts de volgende soort:
- Speleonychia sengeri